# Лосево (Приозерский район)
Лосево (до 1948 года Кивиниеми, фин. Kiviniemi) — посёлок при станции в Ромашкинском сельском поселении Приозерского района Ленинградской области.

## Название
Топоним Кивиниеми в дословном переводе означает «Каменный мыс».
В процессе переименований 1948 года южная часть деревни Кивиниеми получила название Варшко. Северная часть деревни в ходе послевоенного укрупнения вошла в состав деревни Тикансаари, вместе с которой получила наименование Речное. Центральная часть деревни Кивиниеми получила наименование Лосево. Обоснование не обнаружено.

## История
В 1565 году в окрестностях современного посёлка существовали деревни: Киселево на Каменке у озера у Сванского, Коковицина, Каменка у Сванского озера под порогом, на Каменке на устье речки Сай, в Ысаковской лахте, Запорожье, Кирилино Запорожье и на Каменном, у реки у Вуоксы. Всего из 10 дворов, где обитало 20 душ податного населения.

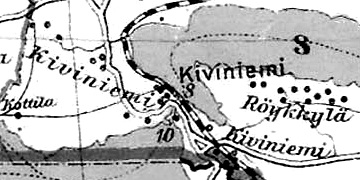
Деревня Кивиниеми на финской карте 1923 года

До 1939 года деревня Кивиниеми входила в состав волости Саккола Выборгской губернии Финляндской республики.
С 1 января 1940 года в составе Карело-Финской ССР.
С 1 августа 1941 года по 31 июля 1944 года финская оккупация.
С 1 ноября 1944 года в составе Юлимякского сельсовета Кексгольмского района.
С 1 октября 1948 года в составе Красноармейского сельсовета Приозерского района.
С 1 января 1949 года учитывается, как деревня Лосево.
С 1 февраля 1963 года — в составе Выборгского района.
С 1 января 1965 года — вновь в составе Приозерского района.
По данным 1966 и 1973 годов посёлок при станции Лосево входил в состав Красноармейского сельсовета.
По данным 1990 года посёлок при станции Лосево входил в состав Ромашкинского сельсовета.
В 1997 году в посёлке при станции Лосево Ромашкинской волости проживали 179 человек, в 2002 году — 487 человек (русские — 60 %).
В 2007 году в посёлке при станции Лосево Ромашкинского СП проживали 145 человек, в 2010 году — 200 человек.

## География
Посёлок расположен в центральной части района на автодороге А121 «Сортавала» (Санкт-Петербург — Сортавала — автомобильная дорога Р-21 «Кола»).
Расстояние до административного центра поселения — 16 км.
В посёлке расположена железнодорожная платформа Лосево — 2 км.
Посёлок находится на левом берегу реки Вуокса и западном берегу Суходольского озера. Порожистая Лосевская протока, на берегу которой располагается посёлок, является искусственно созданным руслом Вуоксы, прокладка которого в XIX веке изменила гидрологический режим всей озёрно-речной системы между Саймой и Ладожским озером (сделала южный рукав Вуоксы главным руслом).

## Демография
| 2007 | 2010 | 2017 |
| ---- | ---- | ---- |
| 145  | ↗200 | ↘183 |

## Спорт
На Лосевских порогах регулярно проводятся тренировки и соревнования по гребному слалому, технике водного туризма и рафтингу.

## Фото

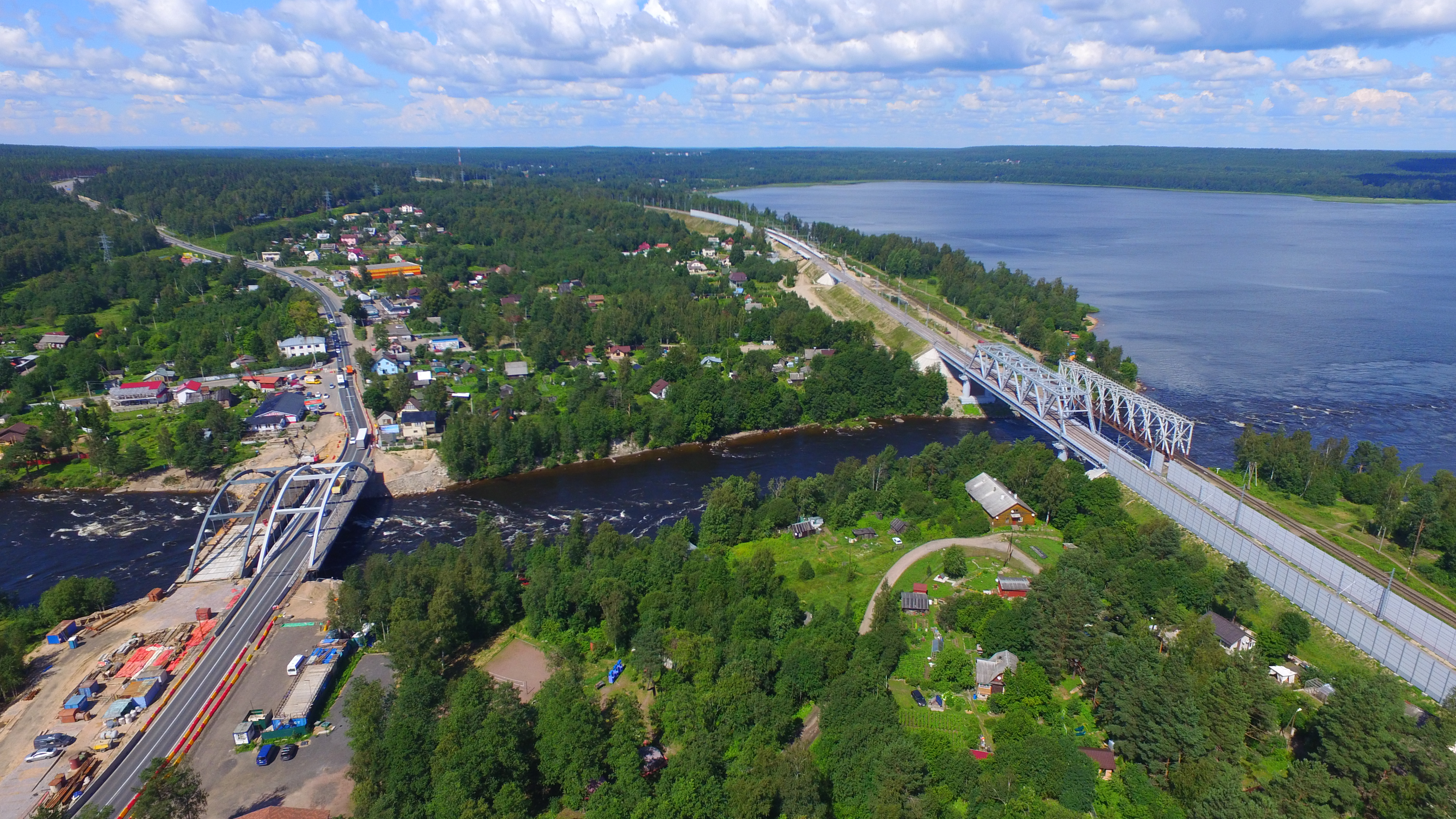
Общий вид
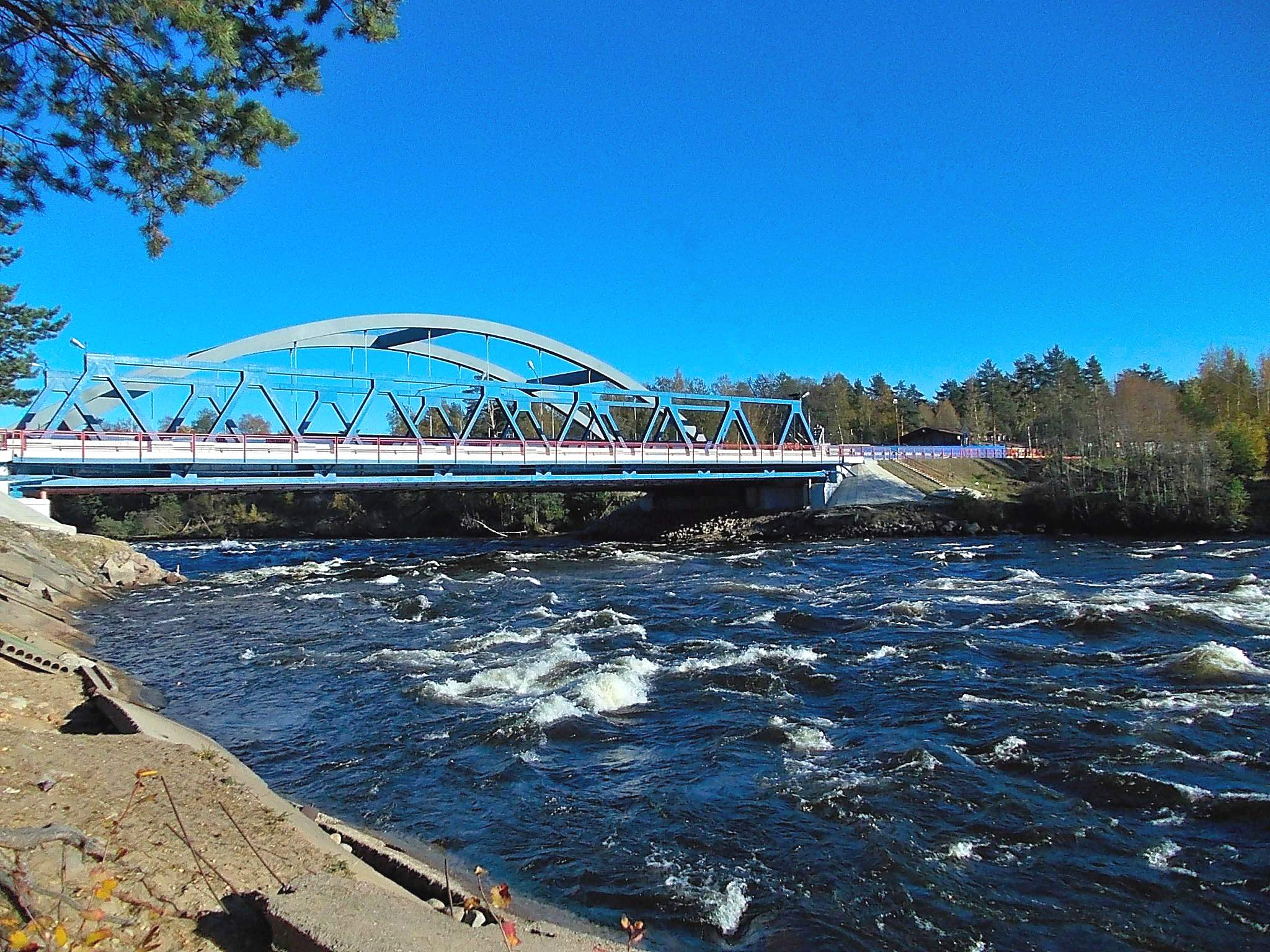
Лосевские пороги на реке Вуоксе
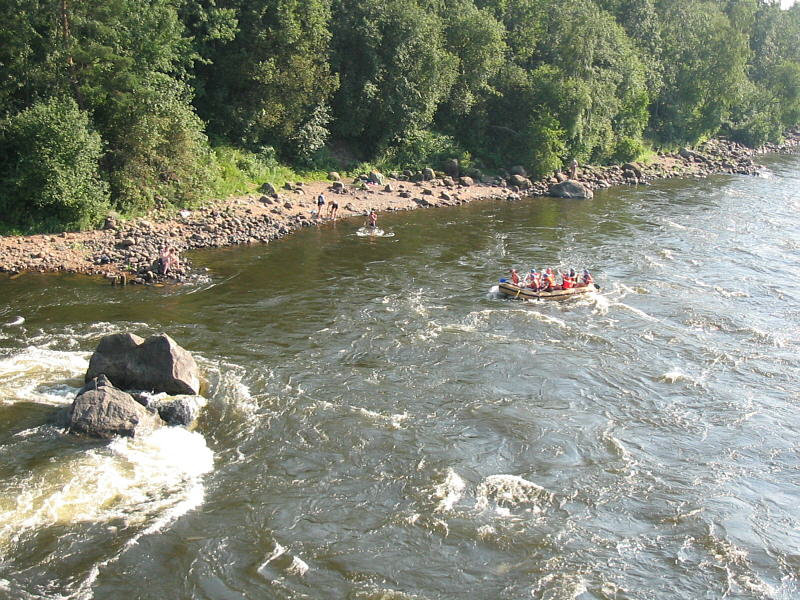
Лосевские пороги и камень, прозванный слаломистами «Жандармом» на реке Вуоксе

## Улицы
Гостиничная, Дачный переулок, Железнодорожная, Леншоссе, Новая, Озёрная, Ольховая, Парковая, Прибрежная, Старая, Тургостиница, Цветочная.

## Садоводства
Космонавт, Турист.